# Soubise
Soubise település Franciaországban, Charente-Maritime megyében. Lakosainak száma 3935 fő (2022. január 1.). Soubise Beaugeay, Échillais, Moëze, Rochefort, Saint-Agnant és Saint-Nazaire-sur-Charente községekkel határos.

## Népesség
A település népessége az elmúlt években az alábbi módon változott:
| Lakosok száma | 730  | 1422 | 1220 | 2744 | 2978 | 2970 | 2998 | 3047 | 3347 | 3935 |
|               | 1968 | 1982 | 1990 | 2006 | 2013 | 2015 | 2017 | 2019 | 2020 | 2022 |